# Вискярски манастир
Вижте пояснителната страница за други значения на Свети апостоли Петър и Павел.
Вискярският манастир „Св. св. Петър и Павел“ е манастир на Българската православна църква в Западна България.

## Местоположение
Манастирът се намира в югоизточната част на планина Вискяр, на 3 километра от село Расник, област Перник. До манастира се стига по отклонението за Расник на пътя Перник - Брезник. Стръмен черен път свързва северния край на селото с манастира, до който се достига за около половин час.

## История
Вискярският манастир e изоставен, наоколо няма никакви други постройки, а от него е запазена малката манастирска църквичка „Св. св. Петър и Павел“, която към февруари 2022 е реставрирана и отвън, и отвътре. Храмовият празник на манастира, когато жители от двете най-близки села - Расник и Вискяр си правят общ сбор и курбан, е Петровден, 29 юни.
На 27.08.2024 г голям пожар около селото успява да изпепели храма. За по-малко три месеца  с лични средства и доброволен труд ,храма е почти възстановен.
На десетина метра от манастира стои старинен оброчен кръст от типа на равнораменните келтски кръстове.

## Галерия
- Поглед отпред
- Храмовата икона и дърворезбата над входа
- Оброчният кръст до манастира
- Интериорът на параклиса
- Изглед от връх Висока могила